# 基督教民主重生黨
基督教民主重生黨是亞美尼亞一個主張基督教民主主義的政黨，該黨之黨主席是列文·施林延。基督教民主重生黨成立於2018年9月15日。

## 歷史
基督教民主重生黨於2018年9月15日在亞美尼亞首都葉里溫成立。該黨參加2018年亞美尼亞議會選舉，但該黨僅獲得0.51%的選票，未能在亞美尼亞國民議會中獲得任何席位。
選舉結果公佈後，基督教民主重生黨承諾支持亞美尼亞總理尼科爾·帕希尼揚所組成的新政府，但該黨將作為一支議會外力量，確保民主原則在亞美尼亞得到維護。
2021年5月，基督教民主重生黨與民主捍衛者聯盟黨組成選舉聯盟。並宣布有意參加2021年亞美尼亞議會選舉，由阿曼·巴巴詹揚擔任該選舉聯盟之領導人。選舉後，該選舉聯盟獲得1.50%的選票，未能在亞美尼亞國民議會中獲得任何席位。

## 意識形態
基督教民主重生黨支持2018年亞美尼亞示威，該黨成立的宗旨在於通過建立一個基於基督教道德和民主價值觀的新政黨來鞏固2018年亞美尼亞示威所獲得的成果。
在經濟方面，該黨主張社會市場經濟。
在外交政策方面，該黨不希望與俄羅斯或西方結盟。基督教民主重生黨反對亞美尼亞俄羅斯化。該黨領導人主張亞美尼亞應保持中立並發展與俄羅斯的互利關係。 